# سوراناش
سوراناش (به لاتین: Suranash) یک منطقهٔ مسکونی در روسیه است که در جمهوری آلتای واقع شده‌است.